# 术语在线
术语在线是全国科学技术名词审定委员会主办的科学技术术语公共服务平台，于2016年6月15日正式上线。
2021年2月网站上线英文版。

## 历史
术语在线项目于2016年3月启动。
2016年6月网站上线，同时推出Android、iOS客户端。
2021年2月24日上线英文版。